# Serafimovich
Serafimovich (em russo:  Серафимович) é uma cidade do óblast de Volgogrado, na Rússia, e centro administrativo do raion Serafimovichski. A sua população era de 9 471 habitantes em 2009.

## Geografia
Serafimovich situa-se na margem direita do rio Don, a 160 km a noroeste de Volgogrado. 

## História
A localidade foi fundada em 1589 com o nome de Ust-Medveditskaya. Recebeu o estatuto de cidade em 1933, e o seu nome atual em homenagem a Alexandr Serafimovich (1863-1949), escritor que aí nasceu e viveu.

## População
| 1959 | 1970 | 1979   | 1989   | 2002 | 2009 |
| ---- | ---- | ------ | ------ | ---- | ---- |
| 8900 | 9700 | 10 500 | 10 040 | 9939 | 9471 |